# Palaeotodus
Palaeotodus is een geslacht van uitgestorven todies dat leefde tijdens het Laat-Eoceen en Vroeg-Oligoceen in Noord-Amerika en Europa. 

## Fossiele vondsten
Het geslacht Palaeotodus omvat drie soorten. Storrs L. Olson beschreef in 1976 P. emryi aan de hand van een fossiele schedel en een deel van het opperarmbeen uit de Brule Formation in de Amerikaanse staat Wyoming, daterend van 30 miljoen jaar geleden. Van een tweede exemplaar werd later een skelet gevonden. P. escampsiensis werd beschreven op basis van een deel van een opperarmbeen. Dit fossiel werd gevonden in de Franse Phosphorites de Quercy met een ouderdom van 35 miljoen jaar. De eerste fossielen van P. itardiensis werden eveneens in Quercy gevonden, te weten 31 miljoen jaar oude delen van de vleugel, de enkel en de voet. Completere fossielen van P. itardiensis, waarbij één waarbij alleen de schedel en de linkervleugel ontbrak, werden later gevonden in de Rauenberg Lagerstätte bij Wiesloch in de Duitse deelstaat Baden-Württemberg. De afzettingen van de Rauenberg Lagerstätte wijzen op een subtropisch altijdgroen loofbos als leefgebied van Palaeotodus in Europa. 

## Kenmerken
Palaeotodus had relatief grote vleugels en het was waarschijnlijk een betere en actievere vlieger dan de moderne todies. P. emryi en P. itardiensis waren groter dan de huidige todies, terwijl P. escampsiensis ongeveer even groot was. 

## Verwantschap
Todies komen tegenwoordig alleen nog voor op de Grote Antillen. Het voorkomen van Palaeotodus in Noord-Amerika en Europa laat zien dat deze vogelgroep eerder een groter verspreidingsgebied had. 